# Gypona rawlinsi
Gypona rawlinsi är en insektsart som beskrevs av Freytag 2005. Gypona rawlinsi ingår i släktet Gypona och familjen dvärgstritar. Inga underarter finns listade i Catalogue of Life.